# Kurt Wolff (éditeur)
Kurt Wolff (3 mars 1887 à Bonn - 21 octobre 1963 à Ludwigsburg) est éditeur, écrivain, journaliste allemand.

## Biographie
Il fait ses débuts d'éditeur conjointement avec Ernst Rowohlt à Leipzig en 1908. Dès 1909, cependant il songe à créer sa propre maison d'édition. Il compte dans son entourage, Franz Werfel, Walter Hasenclever. En 1912, il signe un contrat avec Franz Kafka et quitte Rowohlt.
En février 1913, la maison d'édition Kurt Wolff Verlag est fondée. La même année il rachète Hyperion Verlag dans l'idée de le consacrer à des beaux livres. 
La même année commence la parution de la collection de petits livres Der jüngste Tag, emblématique de l'expressionnisme littéraire allemand. Franz Kafka y est publié pour la première fois. Il est l'éditeur de Franz Werfel, Georg Trakl, Oskar Kokoschka, Carl Sternheim, Max Brod, Gustav Meyrink, Heinrich Mann et de nombreux autres. 
En 1930, il met fin à sa maison d'édition, en grande partie financée sur ses revenus propres, pressentant une prochaine faillite.
Avec l'arrivée des Nazis au pouvoir, Wolff choisit vite l'exil. Il quitte l'Allemagne dans la nuit du 1er au 2 mars 1933. Il épouse à Londres sa deuxième femme, Helen. Le couple s'établit près de Nice où il retrouve d'autres exilés, Hasenclever ou Schickele. le 30 mars 1941, Wolff et sa famille arrive aux États-Unis. 
Kurt Wolff meurt, lors d'une promenade, heurté par un camion à Ludwigsburg. En voyage, il se rendait à Marbach pour visiter l'exposition « Expressionismus, Litteratur und Kunst 1910-1923 » aux Archives allemandes de la littérature. Il est enterré à Marbach.

## Sources
- Kurt Wolff, 1965, Autoren, Bücher, Abenteuer. Betrachtungen und Erinnerungen eines Verlegers, Verlag Klaus Wagenbach.